# Share-Online.biz
Share-Online.biz war ein Anbieter von Online-Diensten, der sich auf die Speicherung, die Verwaltung und den einfachen Austausch von insbesondere größeren Dateien spezialisiert hatte (sogenannter Sharehoster). Er finanzierte sich durch kostenpflichtige Premium-Zugänge. Share-Online.biz zählte neben Rapidshare und Uploaded.net zu den weltweit größten Filehostern, laut GVU verzeichnete Share-Online.biz zwischen sechs und zehn Millionen Aufrufe pro Monat. Laut Impressum lag der Firmensitz in Belize. Am 16. Oktober 2019 wurde die Website abgeschaltet.

## Geschäftsmodell
Bei Share-Online.biz wurden auf mehreren Hundert Servern Millionen von Dateien gehostet, über diese sollen in erheblichem Umfang urheberrechtlich geschützte Werke wie Kinofilme, Serien, Erotikproduktionen, Computerspiele, Software, E-Books oder Musikstücke zum Download angeboten worden sein, wobei die Dateien zuvor durch registrierte Nutzer auf der Plattform hochgeladen worden waren. Dafür habe es ähnlich wie bei Rapidshare auch Vergütungen für die Uploader nach Maßgabe eines detaillierten Punktesystems unter Berücksichtigung von Dateigröße und Anzahl der Downloads gegeben.
Nutzer konnten Share-Online.biz auf Wunsch mit kostenpflichtigen Premium-Accounts nutzen, ein Zugang für 28 Tage kostete beispielsweise rund 10 Euro.
Portale wie beispielsweise Serienjunkies.org und Boerse.bz gehörten zu den Seiten, die am häufigsten auf Share-Online verlinkten. Den Rechteinhabern wurde das Vorgehen gegen die unerlaubt hochgeladenen Angebote durch den hauseigenen Link-Verschlüsselungsdienst Share-Links erschwert.
Bis zur Abschaltung mieteten die Betreiber für den Betrieb der Plattform spätestens seit 2010 stetig anwachsende Serverkapazitäten an, die zuletzt im zweistelligen Petabyte-Bereich lagen.

## Abschaltung
Wegen urheberrechtlicher Probleme in Bezug auf die gespeicherten Dateien war das Unternehmen mehrfach in den Schlagzeilen. Nach einer Strafanzeige der GVU erfolgte am 16. Oktober 2019 eine internationale Razzia in Deutschland, Frankreich und den Niederlanden, bei denen die Ermittler die Wohnungen und Geschäftsräume der Filesharing-Plattform durchsuchten. Durch den Betrieb der Plattform sollen die Tatverdächtigen laut Staatsanwaltschaft von April 2008 bis Oktober 2017 einen Umsatz von mehr als 50 Millionen Euro gemacht haben. Das Gerichtsverfahren gegen die Betreiber ist bisher noch nicht eröffnet (Stand: 2. August 2024).